# Campeonato Panamericano de Béisbol Sub-12 de 1996
El Campeonato Panamericano de Béisbol Sub-12 de 1996 con categoría Infantil AA, se disputó en Argentina en 1996. El oro se lo llevó Argentina por primera y única vez.

## Equipos participantes
- Argentina
- Brasil
- Bolivia
- Chile
- Colombia
- Estados Unidos
- México
- Perú
- República Dominicana

## Resultados
| Posición | Selección            |
| -------- | -------------------- |
|          | Argentina            |
|          | Colombia             |
|          | Estados Unidos       |
| 4°       | México               |
| 5°       | República Dominicana |
| 6°       | Brasil               |
| 7°       | Perú                 |
| 8°       | Chile                |
| 9°       | Bolivia              |